# Лазув (Радомщанський повіт)
Лазув (пол. Łazów) — село в Польщі, у гміні Житно Радомщанського повіту Лодзинського воєводства.
Населення — 243 особи (2011).
У 1975-1998 роках село належало до Ченстоховського воєводства.

## Демографія
Демографічна структура станом на 31 березня 2011 року:
|          | Загалом | Допрацездатний вік | Працездатний вік | Постпрацездатний вік |
| -------- | ------- | ------------------ | ---------------- | -------------------- |
| Чоловіки | 125     | 17                 | 86               | 22                   |
| Жінки    | 118     | 19                 | 53               | 46                   |
| Разом    | 243     | 36                 | 139              | 68                   |